# Сухенко Владислав Юрійович
Сухенко Владислав Юрійович Vladyslav Sukhenko (13 червня 1974, м. Київ, Київська область, СРСР) — український науковець, фахівець у галузі 133 Галузеве машинобудування та 181 Харчова промисловість, доктор технічних наук (2015), професор (2019), провідний аудитор, верифікатор, експерт з проведення експертиз науково-технічної продукції (програм, проектів) у відповідності до чинного законодавства України у сфері наукової і науково-технічної експертизи.

## Біографія
Закінчив у 1993 році з відзнакою Київський індустріальний технікум де присвоєна кваліфікація техніка-механіка за спеціальністю «Експлуатація та ремонт обладнання підприємств будівельних матеріалів».
У 1999 році здобув кваліфікацію магістра з обладнання переробних і харчових виробництв в Українському державному університеті харчових технологій.
З 2002 по 2008 р. працював в Національному університеті харчових технологій на посадах асистента, доцента кафедри машин і апаратів харчових виробництв (атестат доцента кафедри машин і апаратів харчових виробництв 12 ДЦ № 020437 протокол № 5/23-Д від 30 жовтня 2008 року).
2006 році отримав науковий ступінь кандидата технічних наук за спеціальністю 05.18.12 – процеси та обладнання харчових, мікробіологічних та фармацевтичних виробництв. Захистив дисертаційну роботу за темою: «Підвищення довговічності обладнання харчових виробництв на основі протикорозійних інгібованих систем». Рішення президії ВАК України від 07 липня 2006 року, протокол №29-08/7, номер диплома ДК № 035207.
У 2015 р. захистив дисертаційну роботу: «Науково-технічні основи м’ясо подрібнювальних процесів переробних підприємств АПК». Науковий ступінь доктора технічних наук отримав за спеціальністю 05.18.12 – процеси та обладнання харчових, мікробіологічних та фармацевтичних виробництв. 
з 01.04.2022 по теперішній час Бюро Верітас Україна
Аудитор-лектор ISO 9001, аудитор ISO 45000, ISO 14001, ISO 14064, FSSC 22000, ISCC EU компанії  Бюро Верітас Україна.
з 01.09.2022 по теперішній час Інституту технічноїтеплофізики Національної академії наук України
Провідний науковий співробітниквідділу тепломасообміну і гідродинаміки в елементах теплоенергетичного устаткування - Лабораторія тепломасообміну в багатокомпонентних дисперсних системах
з 09.2021 по теперішній час Професор кафедри харчових технологій Черкаський державний технологічний університет
з 09.2015 по 06.2021 Завідувач кафедри стандартизації та сертифікації сільськогосподарської продукції, докт. техн. наук, професор
Національний університет біоресурсів і природокористування України, Київ (Освіта, наука, виробництво)
- Стаж педагогічної роботи у ЗВО ІІІ-IV рівня акредитації 19 років.
- Гарант освітньої програми «Нутриціологія».
3.Гарант освітньої програми «Стандартизація, сертифікація, якість»
4.Має більше 250 наукових праць, з них 101 патент України, 4 монографії, 1 підручник 14 праць у SCOPUS.
5.Дійсний член Академії технічних наук України.
2.Член Міжнародної асоціації сталого розвитку м. Варна (Болгарія).
3.Експерт з оцінки заявок на участь у конкурсі НТР за держзамовленням.
4.Член редакційної колегії наукових журналів:
- «Продовольчі ресурси» (Україна);
- «Стандартизація, сертифікація, якість» (Україна).
- «Тваринництво та технології харчових продуктів» (Україна).
- International Journal of Food Technology and Nutrition (North Macedonia);
- Journal of Natural Sciences and Mathematics of UT (North Macedonia);
- «Potravinarstvo Slovak Journal of Food Sciences» SCOPUS.
5.Член Технічного комітету ТК 191 «Системи управління безпечністю харчо-вих продуктів»
6.Член Національної технічної робочої групи GLOBAL G.A.P. в Україні.
7.Керую підготовкою 4-х аспірантів, один захистився і отримав PhD доктора філософії та двох докторантів.
8.Безпосередня участь у інженерно-технологічному проектуванні, виготовлен-ня, монтажу та сервісному обслуговуванню заводів з виробництва дизель-ного біопалива (ТОВ «Проскурів» (м. Хмельницький, ТОВ «ЧАК» (м. Чигирин)).
9.У складі конструкторської групи отримав «Золоту медаль» за розробку і впровадження біодизельних заводів для фермерських господарств у 2010 та 2011 р.р.
10.Виконавець НДР № 110/507 – ПР «Прикладні рішення створення нових способів глибинної переробки відходів жирів у енергоносії, корм і добрива».
11.Відповідальний виконавець науково-дослідної роботи № 35/100 від 02.04.2018 р. «Розроблення нормативно-технічного забезпечення системи управління безпечністю комбікормів згідно ДСТУ ISO 22000:2007».
12.Член Спецради Д 26.058.02 (Наказ МОН України № 820 від 11 липня 2016 року), якій надано право проводити захисти дисертацій на здобуття науко-вого ступеня доктора технічних наук за спеціальністю: 05.18.12 – процеси та обладнання харчових, мікробіологічних та фармацевтичних виробництв;
13.Заступник голови Спецради К 26.004.22 (Наказ МОН України № 1714 від 28 грудня 2017 року) з правом прийняття до розгляду та проведення захисту дисертацій на здобуття наукового ступеня кандидата технічних наук за спеціальностями 03.00.20 - Біотехнологія та 05.18.12 - процеси та обладнання харчових, мікробіологічних та фармацевтичних виробництв.
14.З 2016 до 2019 року член секції Наукової ради Міністерства освіти і науки України за фаховим напрямком 24 - Наукові проблеми харчових технологій та промислової біотехнології від НУБіП України.

з 09.2010 по 08.2015 Доцент кафедри процесів і обладнання переробки продукції АПК
1.Створенням навчально-наукової лабораторії проектування підприємств харчової промисловості, завезені 20 власних комп’ютерів та інше обладнання для використання в навчальному процесі.
2.Створення навчально-наукової лабораторії газотермічного зміцнення і від-новлення деталей машин і обладнання сільськогосподарських, харчових і переробних виробництв.
3.Розбудова кафедри, серед 126 кафедр університету постійно була у 10-ці найкращих.

з 09.2008 по 08.2010 Доцент кафедри технології м’ясних, рибних і морепродуктів
Викладацька діяльність, науково-дослідна робота, практичне впровадження наукових розробок у виробництво.
1.Проектування на замовлення університету підприємств забою, переробки м’яса та молока.
2.Початок роботи на докторською дисертацією під керівництвом проф. Клименка М.М.

з 11.2001 по 08.2008 Доцент кафедри машин і апаратів харчових виробництв, Начальник управління міжнародних зав'язків (за сумісництвом)

Спеціаліст:
- Професор по кафедрі стандартизації та сертифікації сільськогосподарської продукції (2019)
- Доктор технічних наук, спеціальність 05.18.12 - процеси та обладнання харчових, мікробіологічних та фармацевтичних виробництв (2015)
- Кандидат технічних наук, спеціальність 05.18.12 - процеси та обладнання харчових, мікробіологічних та фармацевтичних виробництв (2008)
- Сертифікований курс PR 328: ISO 9001:2015 КУРС ВЕДУЧОГО АУДИТОРА СИСТЕМ МЕНЕДЖМЕНТУ ЯКОСТІ (2021, 1 тиждень)
- Інститут збереження біорізноманіття та біобезпеки (Словацький сільськогосподарський університет у Нітрі) (2019, 2 тижні)
- Пенсільванський державний університет (США) (Department of Food Science University Park, PA) (2018, 5 тижнів)
- Науково-методичний центр «МЕТРОЛОГІЯ» тема: «Метрологія та метрологічна діяльність в умовах гармонізації нац-ного законодавства" (2016, 2 тижні)
- Державний департамент по обміну іноземними фахівцями КНР. Стажування на фармацевтичних підприємствах. (Китай) (2005, 2 тижні)
- Київські курси підвищення кваліфікації керівників медичної і фармацевтичної промисловості МОЗ України (Україна) (2003, 2 тижні)
- Soda Polska Ciech у відділах головного технолога та Janikosoda S.A. Janikowskie zakłady sodowe (Польща) (2001, 2 місяці)
- Проходження практики у п’ятизірковому готельному комплексі "Schloss Elmau" (Німеччина, Баварія) – офіціант (1999, 4 місяці)

Автор та співавтор більше 300 наукових і навчально-методичних праць; - 102 патенти України на винаходи та корисні моделі (https://base.uipv.org/searchINV/).
Є членом редакційної колегії наступних фахових наукових видань:
1. Науково-виробничий журнал «Продовольча індустрія АПК»;
2.  Науково-технічний журнал «Стандартизація, сертифікація, якість»;
3.  Збірник наукових праць «Новітні технології».
4.  Potravinarstvo Slovak Journal of Food Sciences
5. Збірник наукових праць "Продовольчі ресурси"
Участь у спеціалізованих вчених радах:
- член ради Д 26.058.02 (Наказ МОН України № 820 від 11 липня 2016 року), якій надано право проводити захисти дисертацій на здобуття наукового ступеня доктора технічних наук за спеціальністю: 05.18.12 – процеси та обладнання харчових, мікробіологічних та фармацевтичних виробництв;
- заступник голови спецради К 26.004.22 (Наказ МОН України № 1714 від 28 грудня 2017 року) з правом прийняття до розгляду та проведення захисту дисертацій на здобуття наукового ступеня кандидата технічних наук за спеціальностями 03.00.20 - Біотехнологія та 05.18.12 - процеси та обладнання харчових, мікробіологічних та фармацевтичних виробництв.

## Напрям наукової роботи
- Розробка, впровадження, технічне та сервісне обслуговування заводів з виробництва дизельного біопалива та ресурсоощадних технологій у харчовій та переробній галузях АПК;
- Розробка методів керування властивостями робочих поверхонь інструментів за рахунок створення на них композицій, які поєднують міцність, твердість і пластичність;
- Підвищення довговічності обладнання харчових та переробних виробництв АПК та розробка нових технологій у харчовій галузі.
- Оптимізація процесів переробки м’яса для забезпечення належної якості фаршів, рівня надійності машин енерго- і ресурсозбереження.
- Створення  узагальнюючої класифікації, фізичне і математичне моделювання, забезпечення ефективності м’ясоподрібнювальних процесів, якості продукції за реологічними і органолептичними показниками та рівня надійності нових м'ясорізальних машин та інструментів.
- Розробка та впровадження системи безпечності та якості продукції бджільництва, нормативно-технічної документації в галузі бджільництва.